# 照組
在漢語音韻學中，照組是指正齒音聲母：
- 照母
- 穿母
- 牀母
- 審母
- 禪母

其中，照組二等（簡稱“照二”）又稱莊組，照組三等（簡稱“照三”）又稱章組。